# Leo von Littrow
Leo von Littrow (17. ožujka 1860. – 11. svibnja 1925.) bila je austrijsko-riječka slikarica poznata po svojim pejzažima i slikama o moru, uz Bukovca najpoznatiji i najuspješniji umjetnik impresionizma u južnom djelu Austro-Ugarskog carstva.

## Biografija
Leo von Littrow rođena je kao Leontine Camilla von Littrow u Trstu i odmalena su je uvijek zvali "Leo". Kao članica stare austrijsko-češke obitelji, imala je poznate pretke. Njezin otac Heinrich von Littrow bio je poznati kapetan fregate u austrijskoj mornarici, kartograf, pjesnik i dramaturg koji je radio kao kraljevski mađarski pomorski inspektor u Rijeci i kao voditelj Trgovačke i nautičke akademije u Trstu. Njezina majka, Caroline Fanny Barry, kao i Leov ujak Alfred Barry i Richard Barry, potječe iz bogate bankarske i trgovačke obitelji iz Genove i Trsta. Leov djed bio je carski dvorski astronom Johann Joseph von Littrow. Obitelj je 1835. dobila nasljedno plemstvo. Jedan od njezinih ujaka bio je astronom Karl Ludwig von Littrow, nasljednik njegova oca Josipa na mjestu voditelja Bečkog sveučilišnog opservatorija i rektora Bečkog sveučilišta. Bio je oženjen aktivisticom za ženska prava Auguste von Littrow, suosnivačicom Bečke udruge za zapošljavanje žena, Udruge Wiener Frauenheim i gradskim dobročiniteljem, koja je održavala salon u koji su prolazili svoje vrijeme veliki umjetnici kao Franz Grillparzer, Josef Danhauser, Marie von Ebner-Eschenbach, Ottilie von Goethe, Carl von Zumbusch. Tijekom svog djetinjstva i mladosti u Beču u kojem je Leo posječivala salon, bečki slikar Hans Canon, još jedan prijatelj Littrowovog kruga, otkrio je vrlo rano slikarski talent Lee von Littrow.
Leo von Littrow odrasla je između obiteljskih kuća u Rijeci i Trstu, a oko 1887. počela je živjeti u Opatiji, morskom lječilištu Austro-Ugarske monarhije u predgrađu Rijeke. Ovdje je došla sa svojim ocem, koji je ovdje došao iz profesionalnih razloga. Nakon bečkog slikarstva kod Hansa Canona, oko 1875. godine pod utjecajem francuskog impresionizma stekla je umjetničku obuku kod jednako aristokratskog pariškog slikara Jeana d’Alheima, učenika romantičnog umjetnika Alexandrea Calamea. Nakon niza uspješnih izložbi u Beču, Bremenu, Münchenu i Londonu, od oko 1885. Leo von Littrow počinje se smatrati uspješnom slikaricom austrougarskog krajolika i tradicionalnog života primorja, Istre i Dalmacije. Njezini pogledi na pergole i vrtove su postali posebno popularni. Nakon prvog zajedničkog putovanja u Dubrovnik s austrijskom impresionističkom umjetnicom Olgom Wisinger-Florian 1887. godine, među njima se razvilo dugogodišnje prijateljstvo, što je bilo važno za umjetnički stil obojice. U tim je godinama Leo von Littrow razvila vlastiti individualistički, svjetlošću preplavljeni i čisti stil boja impresionizma.
Čak i prije početka XX. stoljeća, Littrow se smatrala dobro uhodanim impresionistom s Juga Europe. Prodavala je slike okrunjenim glavama i važnim kolekcionarima: Ferdinandu I. bugarskom princu, nadvojvodi Karlu Stjepanu od Austrije i prijestolonasljednici Stephanie od Austrije, s kojima se mnogo dopisivala i družila tijekom cijelog života i koji su često posjećivali njezin atelje u Opatiji. Najbliži prijatelji Lee i Heinricha von Littrowa i kolekcionari njihovih slika bili su industrijalac i su-izumitelj torpeda Robert Whitehead i njegova kći i zet Alice grofica von Hoyos i Georg von Hoyos.
Leo von Littrow umrla je u Opatiji 1925. godine.

## Umjetnost i značenje
Svoje radove slikarica je uvijek potpisivala s “Leo von Littrow”, “Leo Littrow” ili monogramom “LL”. Nakon vrlo uspješnih izložbi u Bečkom Künstlerhausu (1880), Bremenu (1880), Londonu (1886), Budimpešti (1884), u Minhenskoj staklenoj palači (1893), Chicagu (1893, u The Woman's Building za Colombian World Exhibition) i Salzburgu, i prije svega zahvaljujući velikim samostalnim izložbama u Londonu (1899., 1904., 1906.) i Beču (1914.) Leo von Littrow je bila jedina žena koja je još sredinom 1880-ih dobila počasnu proviziju od novoizgrađenih muzeja bečkog dvora: unutarnja slika za polukatu rezidencija Prirodoslovnog muzeja prikazuje njezinu sliku Obala Raguse. Littrowova djela danas se čuvaju u Bečkom muzeju, Gemäldegalerie Akademije likovnih umjetnosti u Beču, Gradskom muzeju grada Rijeke i u Museo Revoltella u Trstu.
Njezin rad uključen je 2019. u izložbu Grad žena: umjetnice u Beču od 1900. do 1938. u Austrijskoj Galeriji Belvedere.

## Galerija
- Wäschermädel am Brunnen
- Küstenlandschaft bei Ragusa
- Tri djevojke skupljaju ruže
- Piccola Strada
- In der Lagune von Venedig
- Küstenlandschaft
- pajzaž s terase
- primorska scena u Lovranu
- Zvonici u Rabu
- Morski pajzaž
- Mädchen_am_Brunnen
- Scena južne ulice
- Primorski pajzaž
- Sunčan dan u staroj luci
- Zaljev s jedrilicom